# Marché couvert de Châlons-en-Champagne
Le  Marché couvert de Châlons   est une halle située à en Champagne-Ardenne.

## Présentation
Le Mau fut couvert en 1882 et l'architecte Louis Gillet construisit dessus un marché couvert en fonte et verre à l'exemple de celui de Paris. Pour cela fut aussi créées les rues Gambetta et Thiers qui bordent l'édifice qui fut inscrit au titre des monuments historiques en 1988.

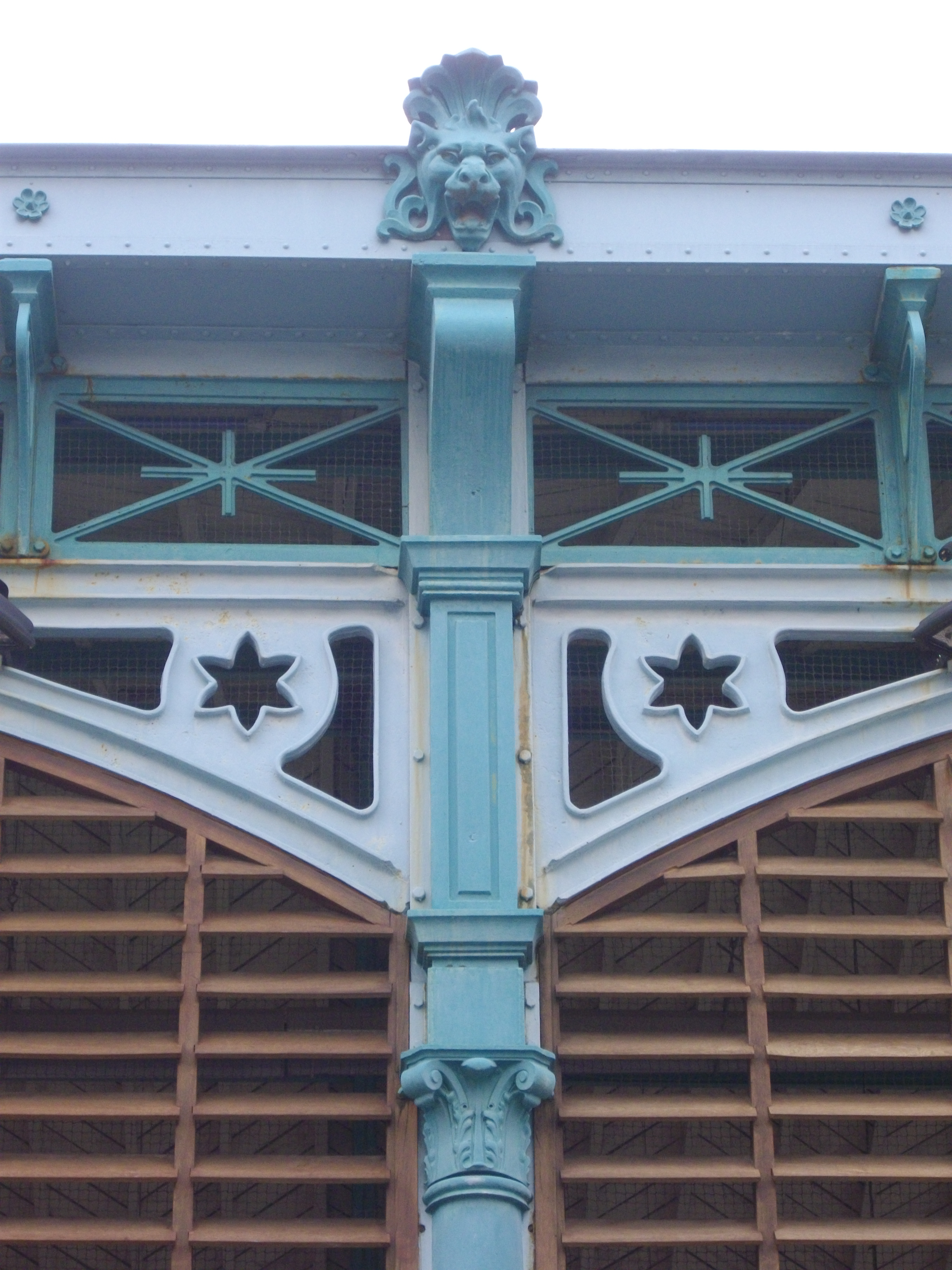
Détail.
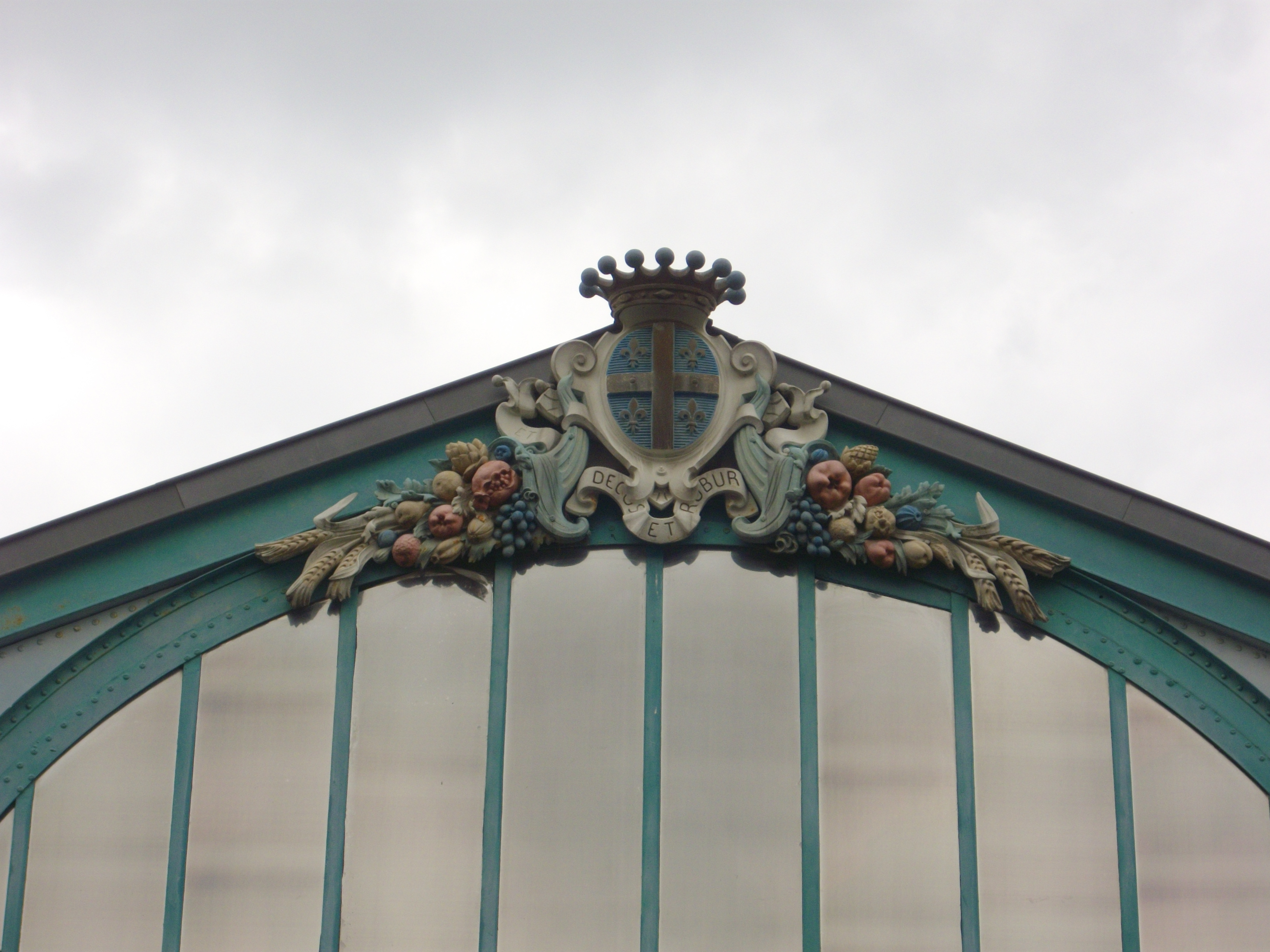
Détail.
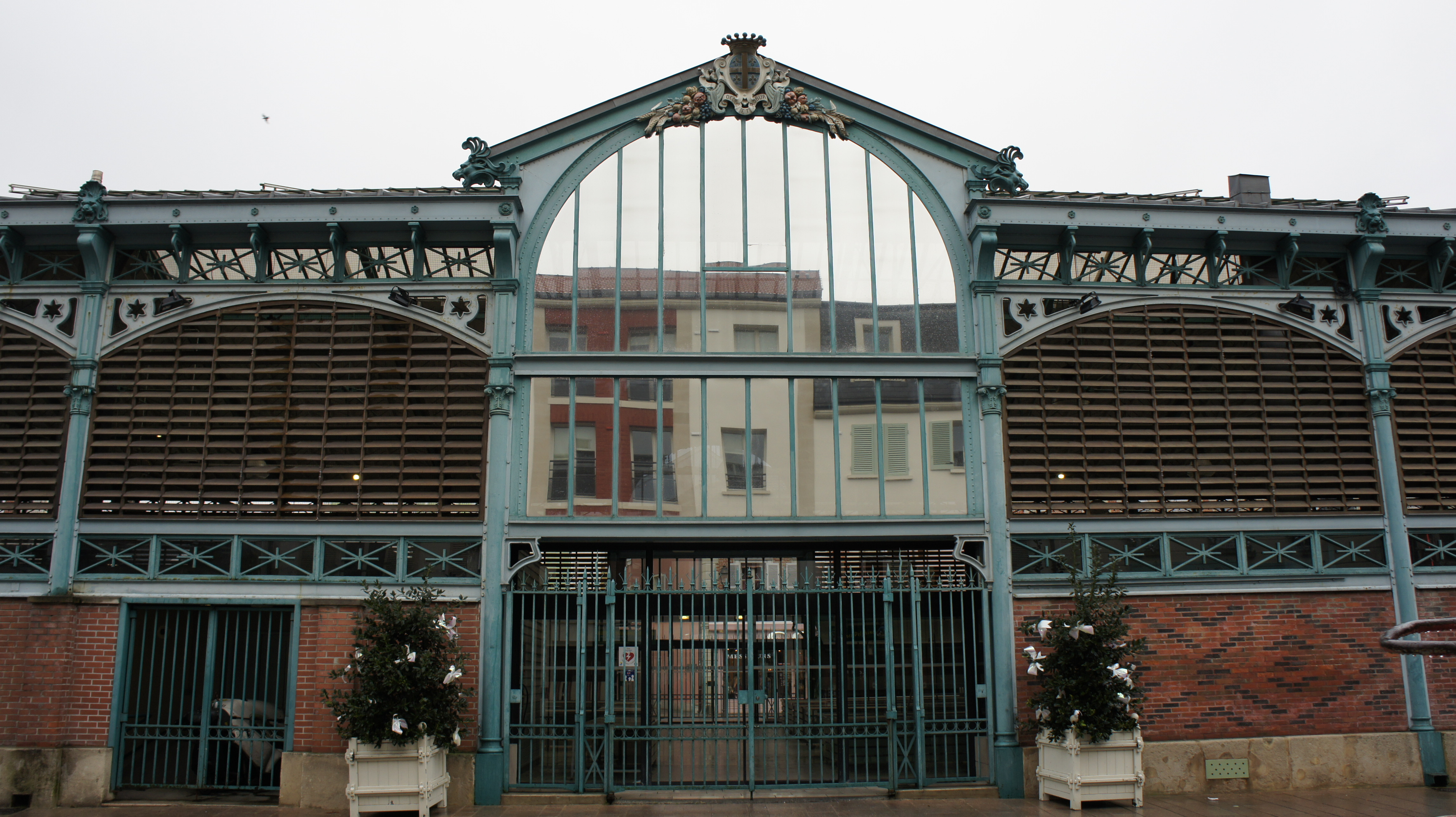
Entrée.
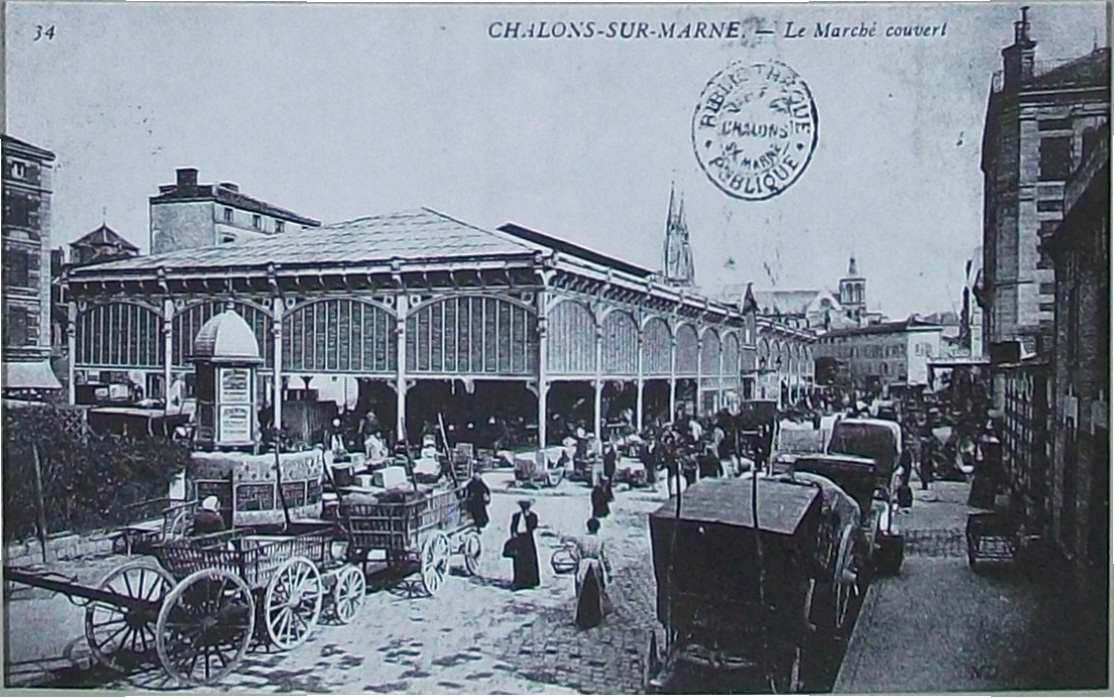
Sur une carte postale du début XXe siècle.